# Лејк оф Вудс (Калифорнија)
Лејк оф Вудс (енгл. Lake of the Woods) насељено је место без административног статуса у америчкој савезној држави Калифорнија.

## Демографија
По попису из 2010. године број становника је 917, што је 84 (10,1%) становника више него 2000. године.
| Група             | 2000.       | 2010.       |
| Белци             | 691 (83,0%) | 753 (82,1%) |
| Афроамериканци    | 0 (0,0%)    | 3 (0,3%)    |
| Азијати           | 16 (1,9%)   | 11 (1,2%)   |
| Хиспаноамериканци | 88 (10,6%)  | 123 (13,4%) |
| Укупно            | 833         | 917         |